# Confine tra Bangladesh e India
Il confine tra Bangladesh e India ha una lunghezza di 4 153 km.

## Caratteristiche
Il confine contorna quasi del tutto la parte terrestre del Bangladesh ed ha una lunghezza di 4.153km. Solamente per un piccolo tratto il Bangladesh confina con la Birmania. In particolare il Bangladesh è contornato dall'India ad ovest, a nord e ad est. Il confine con la Birmania si trova a sud-est del paese. Infine a sud si affaccia sul mare.
Fino agli accordi bilaterali del 2011, si trattava di uno dei confini più complessi al mondo: in territorio indiano si trovavano 92 enclavi del Bangladesh mentre in territorio bengalese ve ne erano 106 dell'India. Per complicare la cosa, tre enclavi indiane erano situate all'interno di enclavi del Bangladesh mentre 21 enclavi di quest'ultimo erano dentro exclavi indiane. Infine un'exclave indiana era collocata in un'exclave del Bangladesh che a sua volta si trovava in un'altra exclave indiana. Con il nuovo accordo la frontiera è stata drasticamente semplificata con lo scambio reciproco delle enclavi e altre rettifiche territoriali.
Il confine è stato stabilito nel 1947 quando il Bengala fu suddiviso tra l'India e il nuovo stato del Pakistan. Il Bangladesh divenne poi Stato indipendente nel 1971.